# Georgië op het Türkvizyonsongfestival
Georgië neemt sinds de eerste editie in 2013 deel aan het Türkvizyonsongfestival. Het land heeft in totaal 3 keer deelgenomen aan het festival.

## Geschiedenis

### 2013
Georgië was een van de 25 deelnemende landen en regio's aan het eerste Türkvizyonsongfestival. Als een van de weinige landen organiseerde de omroep, toen nog Kvemio Kartlia Television, een nationale finale om te bepalen welke artiest naar het Turkse Eskişehir zou trekken. In deze nationale wist het duo Eynar Balakişiyev & Afik Novruzov de overige finalisten te verslaan waardoor het duo de eer kreeg om Georgië te vertegenwoordigen. 
In Turkije moest elke deelnemer eerst aantreden in de halve finale, waarbij Georgië als zevende aan de beurt was. Bij het bekendmaken van de finalisten bleek dat Balakişiyev & Novruzov niet hadden weten plaatsen voor de finale. De resultaten van de halve finale werden nooit bekend gemaakt.

### 2014
Begin september meldde de Georgische omroep dat het land opnieuw zou deelnemen aan het festival. De omroep achter de Georgische deelname verschoof wel van Kvemio Kartlia Television naar Marneuli Television. Ook voor deze editie besloot de nieuwe omroep om een nationale preselectie te houden. In drie Georgische steden, Dmanisi, Gardabani en Marneoeli, namen 500 kandidaten deel aan de audities. Hiervan werden uiteindelijk tien kandidaten geselecteerd voor de nationale finale. Deze finale werd gewonnen door Ayla Shiriyeva & Aysel Mamadova waardoor het land opnieuw koos om een duo naar het festival te sturen. Opvallend: Shiriyeva had eerder al deelgenomen aan de Azerbeidzjaanse preselectie voor het Türkvizyonsongfestival 2014.
Op het festival moesten alle inzendingen opnieuw aantreden in een halve finale waarvan enkel de beste vijftien doorgingen naar de finale. In die halve finale kwam Georgië als vierde aan de beurt, na Turkmenistan en voor Oezbekistan. Met 141 punten eindigden Shiriyeva & Mamadova op de 25ste en laatste plaats.

### 2015
Ook in 2015 besloot de Georgische omroep om een deelnemer naar het festival te sturen. Ditmaal viel de keuze op Anar Askerov en het lied Tenha yürek. Askerov had in 2013 en 2014 ook al meegedaan aan de Georgische preselectie.
Voor het eerst was er geen halve finale op het Türkvizyonsongfestival, maar traden alle 21 deelnemers aan in één grote finale. Georgië was als zevende aan de beurt, na de inzending van Bulgarije en voor Irak. Ook ditmaal kon de Georgische inzending geen potten breken op het festival. Resultaat: een zestiende plaats met 138 punten.

### 2020
Toen het festival in 2020 heropgestart werd, nam Georgië niet meer deel.

## Georgische deelnames
| Jaar | Artiest                           | Titel           | Fin. | Ptn. | Semi | Ptn. | Taal           |
| ---- | --------------------------------- | --------------- | ---- | ---- | ---- | ---- | -------------- |
| 2013 | Eynar Balakişiyev & Afik Novruzov | Qəlbini saf tut | X    | X    | -    | -    | Azerbeidzjaans |
| 2014 | Ayla Shiriyeva & Aysel Mamadova   | Tenhayam        | X    | X    | 25   | 141  | Azerbeidzjaans |
| 2015 | Anar Askerov                      | Tenha yürek     | 16   | 138  |      |      | Azerbeidzjaans |

| Kleur | Betekenis      |
| ----- | -------------- |
|       | Eerste plaats  |
|       | Tweede plaats  |
|       | Derde plaats   |
|       | Laatste plaats |
|       | Gastland       |